# Осипов, Андрей Никанорович
Андре́й Никано́рович О́сипов (14 октября 1916, дер. Тронино, Псковская губерния — 13 ноября 1989, станица Дагестанская, Адыгейская АО) — полный кавалер ордена Славы, командир взвода связи управления 2-го дивизиона 410-го артиллерийского полка 134-й стрелковой дивизии (69-я армия, 1-й Белорусский фронт).

## Биография
Андрей Никанорович Осипов родился 14 октября 1916 года в деревне Тронино  (ныне — в Великолукском районе Псковской области) в семье крестьянина. Русский. Член КПСС с 1942 года. Окончил 4 класса. Был токарем-монтажником на паровозовагоноремонтном заводе в городе Великие Луки. Служил в армии с 1937 по 1939 год. С 1939 года работал в военизированной охране станции Великие Луки. Участник парада на Красной площади в Москве 7 ноября 1941 года. В действующей армии на фронтах Великой Отечественной войны с 18 декабря 1941 года.

## Подвиг
- Помощник командира взвода связи управления 2-го дивизиона 410-го артиллерийского полка, (134-я стрелковая дивизия, 39-я армия, Западный фронт) старший сержант А. Н. Осипов 9.02.1944 года в районе населённого пункта Бондари (10 км юго-восточнее города Витебск, Белоруссия) вынес с поля боя тяжело раненного командира взвода старшего лейтенанта К. И. Филяева. В том же бою устранил 3 порыва на линии связи, чем обеспечил управление огнём батареи.

Приказом командира 134-й стрелковой дивизии генерал-майора В. Ф. Стенина от 20.3.1944 года награждён орденом Славы 3 степени .
- Командир взвода связи управления 2-го дивизиона 410-го артиллерийского полка, (134-я стрелковая дивизия, (69-я армия, 1-й Белорусский фронт) старший сержант А. Н. Осипов 16.01.1945 года у населённого пункта Подуховны (4 км северо-восточнее города Радом, Польша) возглавил группу воинов, отразивших атаку численно превосходящего противника, дал возможность дивизиону развернуть орудия и открыть массированный огонь по врагу. В бою истребил 6 вражеских солдат и одного взял в плен.

Приказом командующего 69-й армии генерал-полковника В. Я. Колпакчи от 24.02.1945 года награждён орденом Славы 2 степени.
- Командир взвода связи управления 2-го дивизиона 410-го артиллерийского полка, (134-я стрелковая дивизия, (69-я армия, 1-й Белорусский фронт) старшина А. Н. Осипов 20.4.1945 года в бою за фольварк Хоэнезер (12 км северо-западнее города Франкфурт-на-Одере, Германия) под огнём противника установил телефонную связь с передовой, устранил 11 порывов на линии, обеспечил бесперебойной связью командирa дивизиона. Одним из первых ворвался в траншею неприятеля, сразил 8 немецких солдат, подорвал гранатами пулемёт вместе с расчётом, обеспечив продвижение нашей пехоты 515-го стрелкового полка вперёд.

Указом ПВС СССР от 15.5.1946 года награждён орденом Славы 1 степени. Этим же Указом награждён орденом Славы 1 степени его земляк снайпер 515-го стрелкового полка Ямпольский Иван Васильевич.
После войны служил в 832-м артиллерийском полку СКВО. Демобилизовался в 1946 году. Жил в станице Дагестанская Майкопского района Адыгейской автономной области Краснодарского края. Был председателем сельсовета, бригадиром комплексной бригады колхоза «Заря», возглавлял молочно-товарную ферму. Трудился плотником, ездовым.
Умер 13 ноября 1989 года в станице Дагестанская.

## Награды
- Орден Красного Знамени
- Орден Отечественной войны I степени[2]
- Орден Славы I степени
- Орден Славы II степени
- Орден Славы III степени[3][4]
- две медали «За отвагу»[5][6]
- медаль «За победу над Германией в Великой Отечественной войне 1941—1945 гг.»
- юбилейная медаль «Двадцать лет Победы в Великой Отечественной войне 1941—1945 гг.»
- Юбилейная медаль «Тридцать лет Победы в Великой Отечественной войне 1941—1945 гг.»
- Медаль «Сорок лет Победы в Великой Отечественной войне 1941—1945 гг.»
- Юбилейная медаль «50 лет Вооружённых Сил СССР»
- Почётный гражданин Майкопского района.

## Память
- Имя Героя высечено золотыми буквами в зале Славы Центрального музея Великой Отечественной войны в Парке Победы (Москва).
- Похоронен в станице Дагестанской (Майкопский район, Республика Адыгея), на могиле Героя установлен надгробный памятник.